# Винценц фон Мьорс
Винценц фон Мьорс (на немски: Vincent von Mörs; * пр. 1438; † 30 април 1499 или 10 април 1500 в Кьолн) е граф на Мьорс (1432 – 1499) и на Графство Сарверден в Елзас.

## Биография
Tой е син на граф Фридрих IV фон Мьорс и Сарверден (1378 – 1448) и съпругата му Енгелберта фон Клеве (1376 – 1458), дъщеря на граф Адолф III фон Марк и Маргарета фон Юлих. Той има четири сестри.
До 1437 г. той е домхер в Кьолн, след това става граф на Мьорс. „Графовете на Мьорс-Сарверден“ измират през 1527 г.

## Фамилия
Винценц фон Мьорс се жени на 10 март 1435 г. в Хайделберг за принцеса Анна фон Пфалц-Зимерн (* 1413; † сл. 1468), дъщеря на пфалцграф и херцог Стефан фон Пфалц-Зимерн-Цвайбрюкен (1385 – 1459) и съпругата му графиня Анна фон Велденц (1390 – 1439), дъщеря наследничка на граф Фридрих III фон Велденц. Те имат три деца:
- Елизабет († пр. 29 януари 1493 в Кьолн), омъжена ок. 20 декември 1456 за граф Освалд I ван ден Бергх (1442 – 1506)
- Фридрих V фон Мьорс († 1472), граф на Мьорс и Сарверден, женен на 22 февруари 1462 г. за Елизабет фон Родемахерн († сл. 1503), дъщеря на Герхард фон Родемахерн († 1489) и Магарета фон Насау-Вайлбург-Саарбрюкен (1426 – 1490)
- Валбурга († 1482), омъжена на 9 февруари 1453 г. за граф Филип I дьо Крой-Шимай (1437 – 1482)